# Danske Medier
Danske Medier er en brancheorganisation for private danske medievirksomheder. Foreningen har knap 300 medlemsvirksomheder, som tilsammen udgiver flere end 1.000 medier.
Danske Medier blev stiftet den 13. marts 2012 af syv brancheforeninger: Danske Dagblades Forening, Danske Specialmedier, Foreningen af Danske Interaktive Medier (FDIM), Dansk Magasinpresses Udgiverforening, Ugeaviserne, Radioerne og Digitale Publicister.

## Medlemstyper
Danske Medier har flere forskellige typer af medievirksomheder som medlemmer: Dagblade, magasiner, ugeblade, digitale medier, fagblade, tidsskrifter, specialmedier, ugeaviser og radiostationer.

## Indsatsområder
Danske Medier varetager de private medievirksomheders interesser i Danmark og i EU. Foreningens politiske fokusområder er bl.a. mediestøtte, økonomiske rammevilkår for mediebranchen, markedsføringslovgivning samt regulering af det digitale marked med fokus på databehandling og annoncering.
Danske Medier arbejder desuden for at fremme ytrings- og pressefrihed. Foreningen er med til at varetage den danske tradition for selvjustits på medieansvarsområdet. Danske Medier er således sammen DR og TV-2 med til at finansiere Pressenævnet, som træffer afgørelse i klager over artikler og udsendelser, der er bragt i medier, som er omfattet af medieansvarsloven.
Danske Medier arbejder også med at dokumentere brugen af medier og annonceomsætningen på medieområdet. Det sker via mediemålinger, som Danske Medier enten står for eller har andel i, og via en række analyser af markedsudviklingen.
Danske Medier arrangerer desuden en række arrangementer for ansatte i mediebranchen.

## Ledelsen
Louise Brincker adm. direktør
Thomas Rønnow, vice adm. direktør
Marianne Bugge Zederkof, direktør Danske Medier Research